# Sozialgericht Landshut
Das Sozialgericht Landshut ist ein Gericht der bayerischen Sozialgerichtsbarkeit. Es besteht aus 16 Kammern.

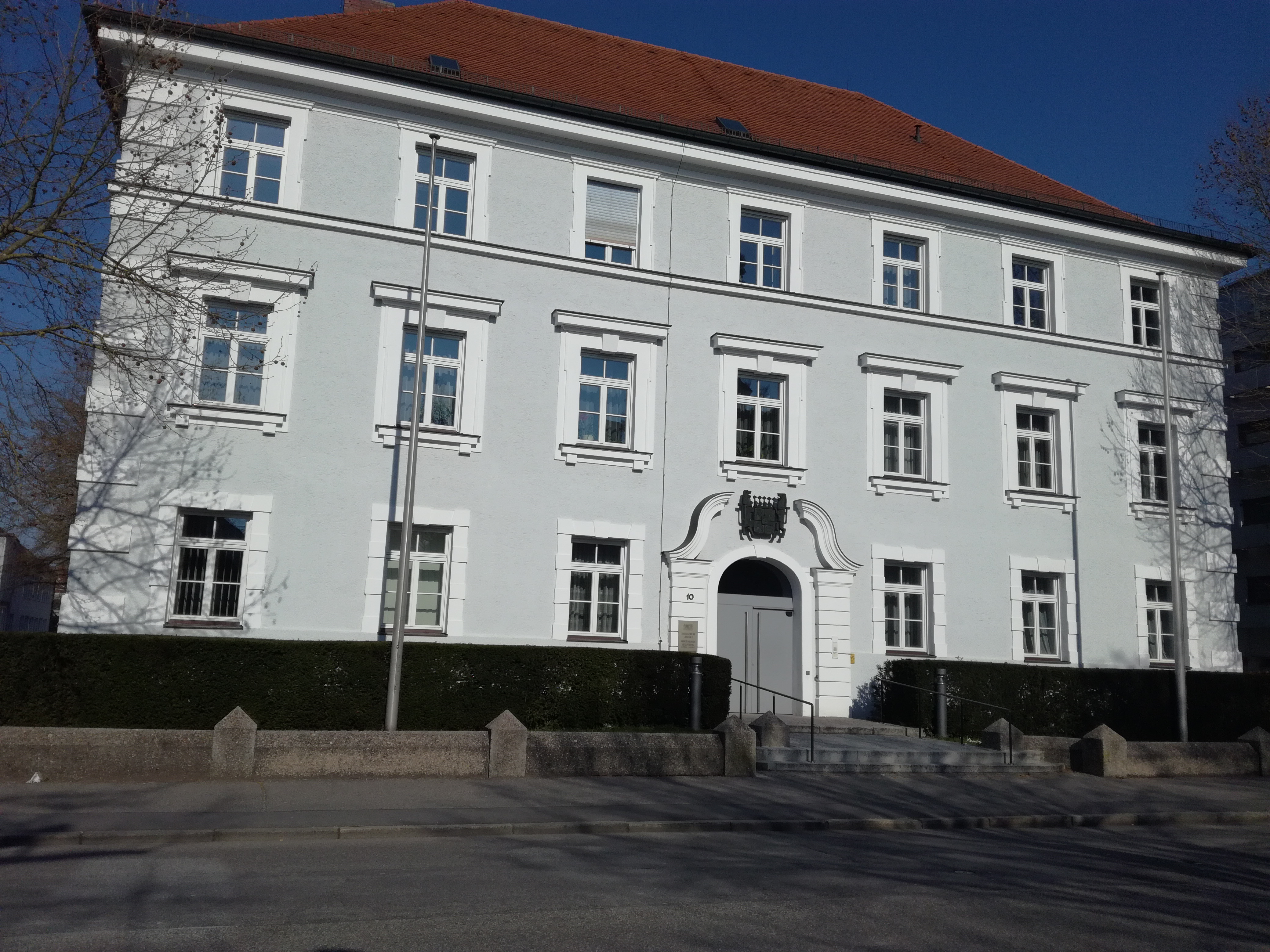
Sozialgericht Landshut, Seligenthaler Straße in Landshut

## Gerichtssitz und -bezirk
Das Sozialgericht hat seinen Sitz in Landshut. Es ist zuständig für den Regierungsbezirk Niederbayern mit den Landkreisen Landshut, Dingolfing-Landau, Landkreis Deggendorf, Landkreis Freyung-Grafenau, Landkreis Kelheim, Landkreis Regen, Landkreis Passau, Landkreis Rottal-Inn, Straubing-Bogen sowie den kreisfreien Städten Landshut, Passau und Straubing.

## Zuständigkeit
Das SG Landshut ist erstinstanzlich für die Verfahren in seinem Bezirk zuständig. Nach dem Abkommen über soziale Sicherheit zwischen Deutschland und den Nachfolgestaaten Jugoslawiens, ist die Deutsche Rentenversicherung Bayern Süd Verbindungsstelle für jene Staaten. Alle Streitigkeiten aus diesen Abkommen fallen als besondere Zuständigkeit in den Zuständigkeitsbereich des Sozialgerichts Landshut.

## Gebäude
Das Gericht hat seinen Sitz in Landshut (Seligenthaler Straße 10).

## Leitung
Präsident ist Christian Zieglmeier. Vizepräsidentin ist Maria Anna Rittmaier. 